# Beatrica Navarska, vojvotkinja Burgundije
Navarska infantkinja Doña Beatrica (1242.? - 1295.) bila je kći kralja Teobalda I. Navarskog i njegove treće žene Margarete te sestra kraljeva Teobalda II. i Henrika I., a također i teta kraljice Ivane I.
Beatrica se udala za Huga IV. Burgundskog. Ovo je popis njihove djece:
- Hugo[1]
- Beatrica, žena Huga XIII. Lusinjanskog
- Izabela, kraljica Njemačke
- Margareta[2]
- Ivana, redovnica

Beatrica se sukobila sa svojim pastorkom Robertom, koji je naslijedio oca, te je zatražila zaštitu kralja Filipa II. Francuskog.